# Neopithecops indigeta
Neopithecops indigeta är en fjärilsart som beskrevs av Hans Fruhstorfer 1919. Neopithecops indigeta ingår i släktet Neopithecops och familjen juvelvingar. Inga underarter finns listade i Catalogue of Life.